# Ricercato (album)
Ricercato è il secondo album in studio del rapper italiano Junior Cally, pubblicato il 6 settembre 2019.
Il 28 febbraio 2020 è uscita una riedizione speciale dell'album dal titolo Ricercato? No grazie, contenente anche il singolo No grazie presentato al Festival di Sanremo 2020 e altri tre brani inediti.

## Tracce
Testi di Antonio Signore.
1. Tutti con me – 2:40
2. Sigarette – 3:12
3. Disco Kamikaze (feat. Highsnob) – 2:39
4. Mezzanotte (feat. Livio Cori) – 3:03
5. Cristiano (feat. Il Tre) – 2:52
6. Lo zio – 3:00
7. Habla (feat. Samurai Jay & Jake La Furia) – 3:13
8. In piazza (feat. Giaime) – 2:35
9. 5k (feat. Clementino & Federica Napoli) – 2:32
10. Purgatorio (feat. Eddy Veerus) – 2:23
11. Ferite – 2:27
12. Nessuno con me – 3:08

### Ricercato? No grazie
1. No grazie – 2:57
2. Balla come – 2:31
3. Lasciare la macchina in mezzo alla strada – 2:44
4. House – 2:30
5. Sigarette – 3:11
6. Tutti con me – 2:40
7. Ferite – 2:27
8. Cristiano (feat. Il Tre) – 2:52
9. In piazza (feat. Giaime) – 2:35
10. Disco Kamikaze (feat. Highsnob) – 2:39
11. Lo zio – 3:00
12. Habla (feat. Samurai Jay & Jake La Furia) – 3:13
13. Mezzanotte (feat. Livio Cori) – 3:03
14. Purgatorio (feat. Eddy Veerus) – 2:23
15. 5k (feat. Clementino & Federica Napoli) – 2:31
16. Nessuno con me – 3:08

## Classifiche
| Classifica (2019) | Posizione massima |
| ----------------- | ----------------- |
| Italia            | 1                 |